# 私酒

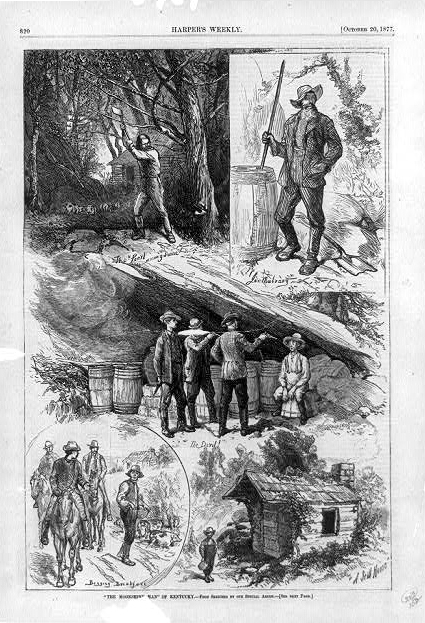
《肯塔基的摩闪酒人》，来自1877年哈珀周刊（Harper's Weekly）的插图。描绘了肯塔基私酒贩子的五个生活场景

私酒是指非法生产（通常在自家酿造）的高酒精度的蒸馏酒。在美国主要是由玉米糊作为主要生产原料。为避免被发现所以蒸馏通常在夜间进行，所以當時的私酒俗稱「月光酒」（英語：Moonshine）。

## 历史

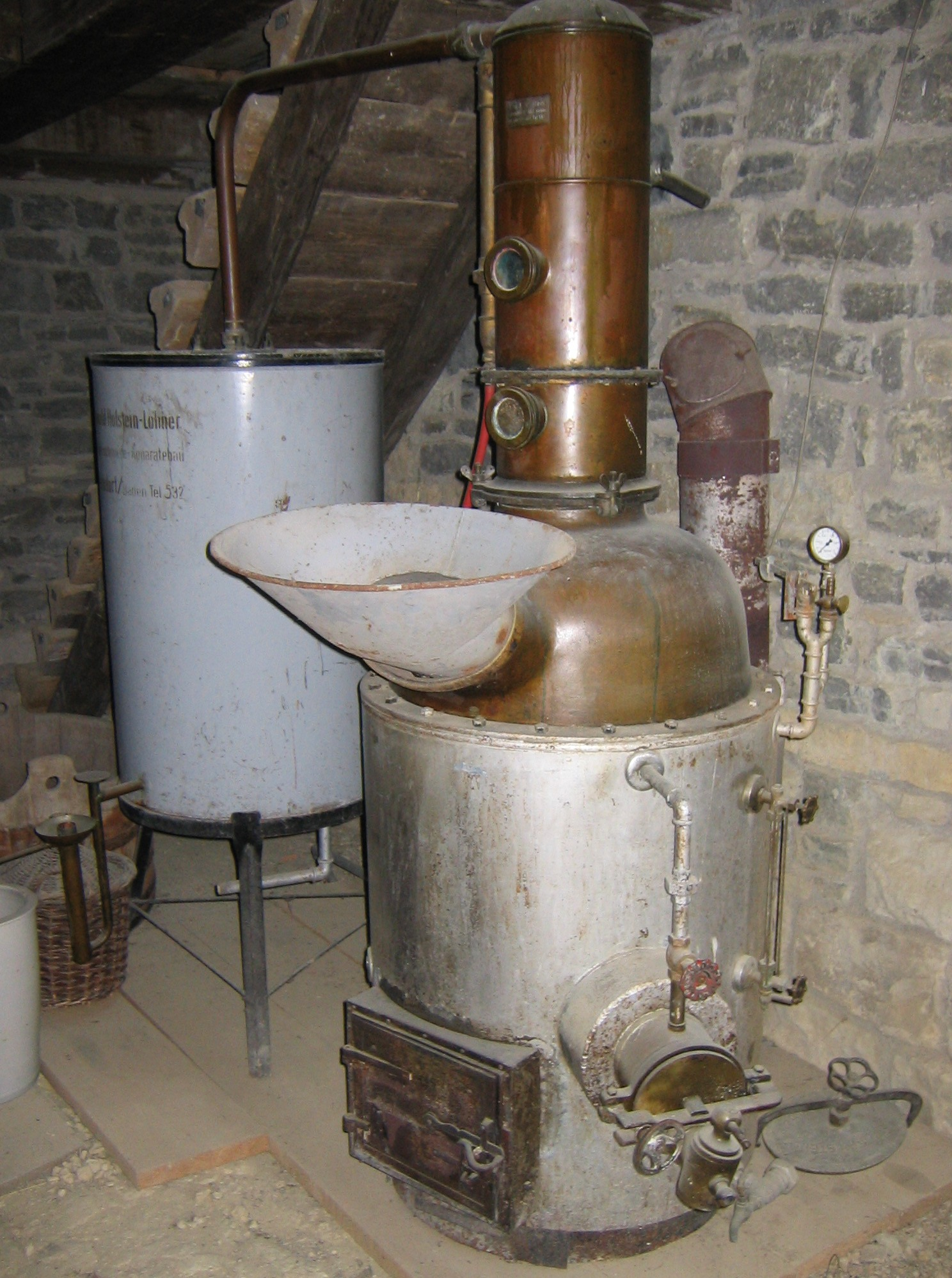
德国图特林根的一套酿酒设备

大禹就曾在品尝仪狄酿造的酒后颁布了中国史上的第一道禁酒令。在汉朝实行过短暂的酒类专卖之后，中国历朝历代都基本出现过酒类专卖或高酒税时期。由于民间的需求不会减少，这都促成了私酒酿造。宋朝由于实行相对严格的禁酒令，因此也是私酒酿造的高峰时期。
在欧洲历史上，私酒的历史和酒精饮料的历史一样久远。因为在君主制下，各个贵族都借提高酒精税来增加自己的收入。
美国在独立战争后未偿还战争贷款，当时的美国财务部长亚历山大·哈密顿提议立法征收酒税，著名的“威士忌酒税法”于1791年开始执行。而由于禁酒令曾在美国实行，私酿的威士忌对于美国阿巴拉契亚山区人民非常重要。来自北爱尔兰的移民把自己老家的配方拿过来，从而成为了当地的一种传统。

## 安全性
美国私酒在生产过程中比较容易受到污染。主要原因是因为蒸馏头常用汽车散热器来建造，其中残余的冷却液所含的二元醇是非常危险的。而铅元素也可能会出现。这会使得私酒可能会导致失明或铅中毒。民间对此的检验通常是点燃部分蒸馏液观察颜色。如焰色呈现红色则说明含有铅化合物。
尽管有毒的甲醇并不应当在来自谷物淀粉中的糖的发酵过程中产生，但是“初酿液”中包含了大量的甲醇。这是因为从醪中蒸馏时，甲醇、酯类、酮类以及醛类的沸点较低。而由于其透明的火焰，甲醇无法从焰色反应中鉴别。
另外，超过50%的高度酒为易燃物。在蒸馏过程中酒精大量挥发会积聚在空气中，酿造场地需要通风良好。
为了偷逃税款，一些组织靠地下酿造私酒销售谋取私利。然而酿酒原料甚至可能包括古龙水、沐浴液等含酒精的其他液体，有致死的可能。